# Ośrodek administracyjny
Ośrodek administracyjny – nazwa stosowana na określenie miejscowości, w której mieszczą się siedziby władz określonej jednostki podziału administracyjnego, zwłaszcza niższego szczebla. Nazwa „ośrodek administracyjny” stosowana bywa często zamiennie ze słowem „stolica”, jednak określenia te nie są całkowitymi synonimami, gdyż jakkolwiek miasto, gdzie mieści się zarząd prowincji można nazwać zarówno jej „stolicą”, jak i „ośrodkiem administracyjnym”, to trudno użyć słowa „stolica” w stosunku do wsi, gdzie mieściła się siedziba władz gromady, lub w której mieści się urząd gminy.